# Noel Galea Bason
Noel Galea Bason (Floriana, 1955) è un medaglista e scultore maltese.

## Biografia
Ha svolto la sua formazione artistica dal 1975 al 1978, diplomandosi alla Scuola dell'Arte della Medaglia dell'Istituto Poligrafico e Zecca dello Stato a Roma.
Dal 1977 al 1991 ha lavorato alla Zecca di Malta come impiegato con il ruolo di disegnatore e scultore.
Nel 1990 ha disegnato due francobolli maltesi per commemorare la visita di Giovanni Paolo II a Malta.
Nel 1997 disegna 10 monete di lire sammarinese per conto dell'Azienda Autonoma di Stato Filatelica e Numismatica di San Marino.
Dal 1998 al 2002 disegna le 28 medaglie in argento sterling in onore dei Gran Maestri dell'Ordine di Malta dal 1521 al 1798.

Ha creato opere per le visite ufficiali a Malta di papa Giovanni Paolo II nel 1991 e nel 1999, della regina Elisabetta II nel 1992, del presidente del Portogallo Mário Soares nel 1994 e del re di Spagna Juan Carlos.

Nel 2008 ha disegnato la faccia nazionale delle monete euro maltesi.

Inoltre ha esposto a partire dal 1979 le sue opere in bronzo in Italia, Jugoslavia, Francia, Portogallo, Malta e Regno Unito.
Tuttora è l'incisore ufficiale della Banca Centrale di Malta.